# دونالد ستيوارت
دونالد ستيوارت (بالإنجليزية: Donald Stewart)‏ هو مغني وممثل أمريكي، ولد في 1910 في الولايات المتحدة، وتوفي في 1 مارس 1966 في المملكة المتحدة.

## وصلات خارجية
- دونالد ستيوارت على موقع IMDb (الإنجليزية)
- دونالد ستيوارت على موقع أول موفي (الإنجليزية)
- دونالد ستيوارت على موقع قاعدة بيانات برودواي على الإنترنت (الإنجليزية)
- دونالد ستيوارت على موقع قاعدة بيانات الفيلم (الإنجليزية)
- دونالد ستيوارت على موقع كينوبويسك (الروسية)